# Sonchus bupleuroides
Sonchus bupleuroides là một loài thực vật có hoa trong họ Cúc. Loài này được (Font Quer) N.Kilian & Greuter mô tả khoa học đầu tiên năm 2003.